# Jarząbkowice (województwo śląskie)

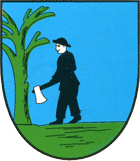
Nieoficjalny herb wsi Jarząbkowice

Jarząbkowice (niem. Jarzombkowitz) – wieś w Polsce położona w województwie śląskim, w powiecie pszczyńskim, w gminie Pawłowice. Powierzchnia sołectwa wynosi 6,77 km², a liczba ludności 646, co daje gęstość zaludnienia równą 93,6 os./km².

## Części wsi
| SIMC    | Nazwa       | Rodzaj    | Hist. nazwa               |
| ------- | ----------- | --------- | ------------------------- |
| 0218561 | Bliźniaczek | część wsi | Jarzombkowitz, Gutsbezirk |
| 0218578 | Podbór      | część wsi | Sieben Kurfürsten         |
| 0218584 | Podlesie    | część wsi | Kolonie Schwarzwald       |

## Historia
Miejscowość po raz pierwszy wzmiankowana została w łacińskim dokumencie Liber fundationis episcopatus Vratislaviensis (pol. Księga uposażeń biskupstwa wrocławskiego), spisanej za czasów biskupa Henryka z Wierzbna ok. 1305 w szeregu wsi położonych w pobliżu Żor i Wodzisławia (ville circa Zary et Wladislaviam), zobowiązanych do płacenia dziesięciny biskupstwu we Wrocławiu, w postaci Geranczcovitz. Zapis ten (brak określenia liczby łanów, z których będzie płacony podatek) wskazuje, że wieś była w początkowej fazie powstawania (na tzw. surowym korzeniu), co wiąże się z przeprowadzaną pod koniec XIII wieku na terytorium późniejszego Górnego Śląska wielką akcją osadniczą (tzw. łanowo-czynszową). Wieś politycznie znajdowała się wówczas w granicach piastowskiego (polskiego) księstwa raciborskiego, będącego od 1327 lennem Królestwa Czech.
W XV wieku Jarząbkowice i Golasowice należały do rycerskiego rodu Judaszów. W XVII-wiecznych dokumentach sporządzonych w języku czeskim wieś widnieje jako Jarzombkowicz. Po I wojnie śląskiej miejscowość znalazła się w granicach Królestwa Prus.
W czasie plebiscytu śląskiego w 1921 roku 142 mieszkańców Jarząbkowic wraz z obszarem dworskim oddało swój głos za Polską, a 157 za Niemcami.  Po podziale Górnego Śląska w 1922 r. w granicach II Rzeczypospolitej. W czasie okupacji hitlerowskiej wieś istniała pod nazwą Jarzombkowitz. Od zakończenia działań wojennych do grudnia 1945 Jarząbkowice tworzyły tzw. gminę jednostkową, a następnie weszły jako sołectwo w skład gminy zbiorczej z siedzibą w Golasowicach. W latach 1975–1998 miejscowość administracyjnie należała do województwa katowickiego. W grudniu 1972 r. Jarząbkowice weszły w skład utworzonej gminy Pawłowice

## Zabytki
Według Narodowego Instytutu Dziedzictwa, w miejscowości znajdują się następujące obiekty zabytkowe:
- park i dwór z XVIII wieku (nr rej.: 522/65 z 20.01.1966)
- spichrz z XIX wieku (nr rej.: 523/65 z 20.01.1966)

## Religia
Wierni Kościoła rzymskokatolickiego należą do parafii Miłosierdzia Bożego w Bąkowie w diecezji bielsko-żywieckiej.

## Turystyka
Przez miejscowość przebiegają następujące trasy rowerowe:
- czerwona trasa rowerowa nr 190, istniejąca pod nazwą Trakt Reitzensteinów
- niebieska trasa rowerowa nr 279 – Jastrzębie-Zdrój – Strumień
- Przez miejscowość przebiega międzynarodowa trasa rowerowa EuroVelo 4 (Szlak Europy Centralnej) – w Polsce wyznakowana jako R-4 , obecnie od granicy polsko-czeskiej do Krakowa.